# Codi estabilitzador
En la informàtica quàntica i la comunicació quàntica, un codi estabilitzador és una classe de codis quàntics per realitzar la correcció d'errors quàntics. El codi tòric, i els codis de superfície en general, són tipus de codis estabilitzadors considerats molt importants per a la realització pràctica del processament de la informació quàntica.

## Antecedents conceptuals
Els codis de correcció d'errors quàntics restableixen un estat quàntic sorollós i decoherent a un estat quàntic pur. Un codi de correcció d'errors quàntics estabilitzador afegeix qubits auxiliars als qubits que volem protegir. Un circuit de codificació unitària fa girar l'estat global en un subespai d'un espai de Hilbert més gran. Aquest estat codificat altament entrellaçat corregeix els errors locals sorollosos. Un codi de correcció d'errors quàntics fa que la computació quàntica i la comunicació quàntica siguin pràctiques, proporcionant una manera perquè un emissor i un receptor simulin un canal qubit sense soroll donat un canal qubit sorollós el soroll del qual s'ajusta a un model d'error particular. Els primers codis de correcció d'errors quàntics són sorprenentment semblants als codis de bloc clàssics pel que fa al seu funcionament i rendiment.
La teoria estabilitzadora de la correcció d'errors quàntics permet importar alguns codis binaris o quaternaris clàssics per utilitzar-los com a codi quàntic. No obstant això, quan s'importa el codi clàssic, ha de satisfer la restricció de contingut dual (o d'autoortogonalitat). Els investigadors han trobat molts exemples de codis clàssics que satisfan aquesta limitació, però la majoria de codis clàssics no ho fan. No obstant això, encara és útil importar codis clàssics d'aquesta manera (tot i que, mireu com el formalisme estabilitzador assistit per entrellaçament supera aquesta dificultat).

## Rerejons matemàtic
El formalisme estabilitzador explota elements del grup Pauli {\displaystyle \Pi } en la formulació de codis de correcció d'errors quàntics. El conjunt {\displaystyle \Pi =\left\{I,X,Y,Z\right\}} consta dels operadors Pauli:
{\displaystyle I\equiv {\begin{bmatrix}1&0\\0&1\end{bmatrix}},\ X\equiv {\begin{bmatrix}0&1\\1&0\end{bmatrix}},\ Y\equiv {\begin{bmatrix}0&-i\\i&0\end{bmatrix}},\ Z\equiv {\begin{bmatrix}1&0\\0&-1\end{bmatrix}}.}
Els operadors anteriors actuen sobre un únic qubit, un estat representat per un vector en un espai de Hilbert bidimensional. Operadors a {\displaystyle \Pi } tenen valors propis {\displaystyle \pm 1} i desplaçament diari o antidesplaçament. El conjunt {\displaystyle \Pi ^{n}} consta de {\displaystyle n} -productes de tensor de plecs dels operadors de Pauli:
{\displaystyle \Pi ^{n}=\left\{{\begin{array}{c}e^{i\phi }A_{1}\otimes \cdots \otimes A_{n}:\forall j\in \left\{1,\ldots ,n\right\}A_{j}\in \Pi ,\ \ \phi \in \left\{0,\pi /2,\pi ,3\pi /2\right\}\end{array}}\right\}.}
Elements de {\displaystyle \Pi ^{n}} actuar sobre un registre quàntic de {\displaystyle n} qubits. De tant en tant ometem símbols de producte tensor en el que segueix, de manera que
{\displaystyle A_{1}\cdots A_{n}\equiv A_{1}\otimes \cdots \otimes A_{n}.}
El {\displaystyle n} -plegar grup Pauli {\displaystyle \Pi ^{n}} té un paper important tant per al circuit de codificació com per al procediment de correcció d'errors d'un codi estabilitzador quàntic d'{\displaystyle n} qubits.

## Definició
Definim un {\displaystyle \left[n,k\right]} codi de correcció d'errors quàntics estabilitzador per codificar {\displaystyle k} qubits lògics en {\displaystyle n} qubits físics. La taxa d'aquest codi és {\displaystyle k/n}. El seu estabilitzador {\displaystyle {\mathcal {S}}} és un subgrup abelià de la {\displaystyle n} -plegar grup Pauli {\displaystyle \Pi ^{n}}. {\displaystyle {\mathcal {S}}} no conté l'operador {\displaystyle -I^{\otimes n}}. El simultani {\displaystyle +1} - l'espai propi dels operadors constitueix l' espai de codi. L'espai de codi té dimensió {\displaystyle 2^{k}} perquè puguem codificar {\displaystyle k} qubits en ella. L'estabilitzador {\displaystyle {\mathcal {S}}} té una representació mínima en termes de {\displaystyle n-k} generadors independents
{\displaystyle \left\{g_{1},\ldots ,g_{n-k}\ |\ \forall i\in \left\{1,\ldots ,n-k\right\},\ g_{i}\in {\mathcal {S}}\right\}.}
Els generadors són independents en el sentit que cap d'ells és producte de dos altres (fins a una fase global). Els operadors {\displaystyle g_{1},\ldots ,g_{n-k}} funcionen de la mateixa manera que ho fa una matriu de control de paritat per a un codi de bloc lineal clàssic.

## Exemple senzill de codi estabilitzador
Un exemple senzill de codi estabilitzador és un codi estabilitzador de tres qubit {\displaystyle \left[[3,1,3\right]]}. Codifica {\displaystyle k=1} qubit lògic en {\displaystyle n=3} qubits físics i protegeix contra un error de captació d'un bit al conjunt {\displaystyle \left\{X_{i}\right\}}. Això no protegeix contra altres errors de Pauli, com ara errors de canvi de fase al conjunt {\displaystyle \left\{Y_{i}\right\}}.o {\displaystyle \left\{Z_{i}\right\}}. Això té distància de codi {\displaystyle d=3}. El seu estabilitzador consta de {\displaystyle n-k=2} Operadors Pauli:
{\displaystyle {\begin{array}{ccc}g_{1}&=&Z&Z&I\\g_{2}&=&I&Z&Z\\\end{array}}}
Si no hi ha errors de canvi de bits, ambdós operadors {\displaystyle g_{1}} i {\displaystyle g_{2}} desplaçament, la síndrome és +1,+1 i no es detecta cap error.
Si hi ha un error de canvi de bit al primer qubit codificat, operador {\displaystyle g_{1}} serà antidesplaçament i {\displaystyle g_{2}} desplaçament, la síndrome és -1,+1 i es detecta l'error. Si hi ha un error de canvi de bit al segon qubit codificat, operador {\displaystyle g_{1}} serà antidesplaçament i {\displaystyle g_{2}} antidesplaçament, la síndrome és -1,-1 i es detecta l'error. Si hi ha un error de captació de bits al tercer qubit codificat, operador {\displaystyle g_{1}} es desplaçarà i {\displaystyle g_{2}} antidesplaçament, la síndrome és +1,-1 i es detecta l'error.